# Aqua (Asia)
| Recensione              | Giudizio      |
| ----------------------- | ------------- |
| AllMusic                | [ 1 ]         |
| Sputnikmusic            | 2.5 (Average) |
| Dizionario del Pop-Rock | [ 3 ]         |
| 24.000 dischi           | [ 4 ]         |

Aqua è un album discografico del gruppo di rock progressivo Asia, pubblicato nel giugno del 1992.

## Tracce
Edizione CD del 1992, pubblicato dalla Musicdisc Records (109282)
1. Aqua Part 1 – 2:26 (Geoff Downes, John Payne, Steve Howe)
2. Who Will Stop the Rain? – 4:35 (Geoff Downes, Johnny Warman, Jane Woolfenden)
3. Back in Town – 4:09 (Geoff Downes, John Payne)
4. Love Under Fire – 5:15 (Geoff Downes, Greg Lake)
5. Someday – 5:48 (Geoff Downes, Johnny Warman)
6. Little Rich Boy – 4:38 (Geoff Downes, John Payne)
7. The Voice of Reason – 5:37 (Geoff Downes, John Payne)
8. Lay Down Your Arms – 4:14 (Geoff Downes, John Payne, Gregory Hart)
9. Crime of the Heart – 5:57 (Geoff Downes, Johnny Warman)
10. A Far Cry – 5:30 (Geoff Downes, John Payne, Gregory Hart, Bob Mitchell)
11. Don't Call Me – 4:55 (Geoff Downes, Johnny Warman)
12. Heaven on Earth – 4:54 (John Payne, Andy Nye)
13. Aqua Part 2 – 2:11 (Geoff Downes, John Payne)

Edizione CD del 1992, pubblicato dalla Great Pyramid Records (7 3333 35819-2)
1. Aqua I – 2:25 (Geoff Downes, John Payne, Steve Howe)
2. Who Will Stop the Rain? – 4:35 (Geoff Downes, Johnny Warman, Jane Woolfenden)
3. Lay Down Your Arms – 4:10 (Geoff Downes, John Payne, Gregory Hart)
4. Heaven on Earth – 4:52 (John Payne, Andy Nye)
5. Someday – 5:47 (Geoff Downes, Johnny Warman)
6. Crime of the Heart – 5:55 (Geoff Downes, Johnny Warman)
7. A Far Cry – 5:28 (Geoff Downes, John Payne, Gregory Hart, Bob Mitchell)
8. Back in Town – 4:07 (Geoff Downes, John Payne)
9. Don't Call Me – 4:53 (Geoff Downes, Johnny Warman)
10. Love Under Fire – 5:13 (Geoff Downes, Greg Lake)
11. The Voice of Reason – 5:34 (Geoff Downes, John Payne)
12. Aqua II – 2:09 (Geoff Downes, John Payne)

Edizione CD del 2010, pubblicato dalla Inside Out Music (IOMCD 211)
1. Aqua Part One – 2:26 (Geoff Downes, John Payne, Steve Howe)
2. Who Will Stop the Rain? – 4:35 (Geoff Downes, Johnny Warman, Jane Woolfenden)
3. Lay Down Your Arms – 4:07 (Geoff Downes, John Payne, Gregory Hart)
4. Love Under Fire – 5:12 (Geoff Downes, Greg Lake)
5. Someday – 5:45 (Geoff Downes, Johnny Warman)
6. Little Rich Boy – 4:35 (Geoff Downes, John Payne)
7. The Voice of Reason – 5:34 (Geoff Downes, John Payne)
8. Lay Down Your Arms – 4:10 (Geoff Downes, John Payne, Gregory Hart)
9. Crime of the Heart – 5:54 (Geoff Downes, Johnny Warman)
10. A Far Cry – 5:28 (Geoff Downes, John Payne, Gregory Hart, Bob Mitchell)
11. Don't Call Me – 4:52 (Geoff Downes, Johnny Warman)
12. Heaven on Earth – 4:41 (John Payne, Andy Nye)
13. Aqua Part Two – 2:10 (Geoff Downes, John Payne)
14. Obsession – 4:55 (John Payne, Steve Rodford) – Bonus Track
15. Little Rich Boy – 6:56 (Geoff Downes, John Payne) – Bonus Track - Live
16. Love Under Fire – 5:55 (Geoff Downes, Greg Lake) – Bonus Track - Live

## Formazione
- John Payne - voce solista, basso, accompagnamento vocale-coro
- Al Pitrelli - chitarra solista, chitarra ritmica
- Steve Howe - chitarre acustiche, mandolino, chitarra pedal steel, chitarra elettrica a 12 corde, dobro
- Geoff Downes - tastiere, accompagnamento vocale-coro
- Carl Palmer - batteria, percussioni

Altri musicisti
- Anthony Glynne - chitarra aggiunta
- John Payne - chitarra aggiunta
- Simon Phillips - batteria aggiunta
- Nigel Glackler - batteria aggiunta

Note aggiuntive
- Geoff Downes - produttore (per la CZAR Records Ltd.)
- Registrazioni (e mixaggi) effettuate al Advision Studios di Brighton, Inghilterra
- Pete Craigie - ingegnere delle registrazioni
- John Brand - mixaggio
- Rodney Matthews - illustrazioni copertina
- Roger Dean - Asia logo
- Brian Burrows - design copertina e typography[6]